# Seleção Romena de Handebol Feminino
A Seleção romena de handebol feminino é uma equipe europeia composta pelas melhores jogadoras de handebol da Romênia. A equipe é mantida pela Federação Romena de Handebol.

## Títulos
- Campeonato Mundial (1): 1962